# Нестеров Петро Миколайович
Петро́ Микола́йович Не́стеров (нар. 15 (27) лютого 1887, Нижній Новгород — пом. 26 серпня (8 вересня) 1914, Воля-Висоцька) — російський пілот, перший виконавець «петлі Нестерова» та повітряного тарану.

## Життєпис
Петро Нестеров народився 15 (27) лютого 1887 року у Нижньому Новгороді, де його батько, штабс-капітан Микола Нестеров, служив вихователем у кадетському корпусі. Через два роки 27-річний батько помер, залишивши вдовою Маргариту Вікторівну та сиротами — чотирьох дітей. Єдина спадщина — скриня з книжками на військову тематику. Пенсія у 600 рублів на рік забезпечувала досить скромне існування. Петро як син офіцера міг безоплатно здобути лише військову освіту, тому вступив до місцевого кадетського корпусу. Мав успіхи з математики, фізики, малювання, музики; захоплювався спортом. 1904 року закінчив корпус; в атестаційному журналі цього закладу залишився запис про 16-річного кадета: «…Надзвичайно наполегливий у прийнятих рішеннях, проявляє характер, повністю успадкований ним від покійного батька…»

### Навчання
Далі було Михайлівське артилерійське училище в Петербурзі, де Петро Нестеров здобув не лише належні знання з теоретичних та військових дисциплін, а й сформувався як усебічно освічений військовий інтелігент. Восени 1906 року Нестеров закінчив з відзнакою дворічний курс училища і, маючи право вибору місця служби, поїхав до Владивостока — у 9-ту Східно-Сибірську стрілецьку артилерійську бригаду. Рішення викликало подив товаришів; воно зумовлювалося наміром взяти шлюб із подругою дитячих літ Діною Галецькою. Її справжнє ім'я — Ядвіга Лунєвська. Батьки — бідні польські селяни — віддали маленьку Ядзю до заможної бездітної пари Галецьких, які виховали дівчинку, охрестили її в православній вірі під ім'ям Надія.
За тодішніми законами, офіцер, що перебував на військовій службі в Європейській Росії, міг одружитися, лише досягши 28 років, а якщо раніше — лише з умовою сплати «реверса» в 5 тис. рублів для утримання сім'ї в разі смерті годувальника. А служба на околицях імперії звільняла від сплати «реверса». В 1909 році П. Нестерова відрядили до фортечної повітроплавальної роти. Там він здійснив кілька підйомів на аеростатах для коригування артилерійських стрільб.

### Авіатор
Тривала служба Нестерова на Далекому Сході (понад три роки) давала право на так само тривалу відпустку. У Нижньому Новгороді він заприятелював зі студентом Петром Соколовим — майбутнім відомим фахівцем із фотограмметрії та аерофотознімання. Вони захопилися побудовою планера, на якому Нестеров у серпні 1911 року здійснив перші польоти. Наступного року він закінчив офіцерську повітроплавальну школу в Петербурзі, літав на сферичних аеростатах і домігся зарахування до військово-авіаційної школи в Гатчині. 5 жовтня 1912 року на літаку-біплані «Фарман»[який?] склав іспит на звання військового льотчика. У характеристиці зазначалося, що «поручник П. М. Нестеров закінчив школу за першим розрядом, вимогливий до себе, ініціативний, рішучий та, крім того, має видатні якості дослідника й експериментатора».
У Варшаві з жовтня 1912 по лютий 1913 року на Мокотовському летовищі тренувався на літаку Nieuport IV. Цей моноплан надходив на озброєння російської армії. 26 квітня 1913 року поручник П. Нестеров почав виконувати обов'язки начальника XI корпусного загону 3-ї авіаційної роти в Києві, яка розміщувалася на Печерську й базувалася на Сирецькому військовому летовищі.
Нестеров із родиною оселився на Печерську, на Московській вулиці, 5. Двічі на тиждень там збиралося численне товариство, точилися дискусії про авіацію, літературу, мистецтво, лунала фортепіанна музика. Цілком природно співали українських пісень. Це не кон'юнктурна подробиця — в тодішньому київському інтелігентно-демократичному середовищі українська тема була звичайним явищем. Той рік життя Нестерова в Києві став періодом надзвичайно активної творчості дослідника та експериментатора.

### Київське товариство повітроплавання

Меморіальна дошка на будинку по вул. Московській де жив П. Нестеров

Тогочасний Київ слушно вважався визначним центром авіації. Київське товариство повітроплавання очолював учень М. Жуковського професор КПІ М. Делоне; в місті на Дніпрі починали свою конструкторську діяльність Г. Адлер, Ф. Андерс, Д. Григорович, В. Іордан, К. Калінін, О. Карпека, три брати Касьяненки, О. Кудашев, І. Сікорський, Ф. Терещенко.
Невдовзі й Нестеров стає активним членом Київського товариства повітроплавання. На початку жовтня 1913 року він здійснив випробувальний політ на «повітряній мотоциклетці» з двигуном лише в 15 к. с. конструкції Євгена Касьяненка. Згодом випробував біплан «№ 3» київського конструктора Олександра Карпеки.
Передбачаючи різнопланові можливості авіації на війні, як-от розвідка, фотографування та бомбардування, повітряні бої, Нестеров провадив цікаві експерименти. У липні 1913 року під час великих артилерійських стрільб частин КВО на Дарницькому полігоні, з ініціативи Нестерова XI авіазагін уперше взяв участь у таких навчаннях. Було запропоновано й досліджено кілька способів указання цілей, коригування вогню тощо. Справжній новатор, Нестеров постійно вдосконалювався в пілотуванні, передавав свій досвід підлеглим. Він здійснив без попередньої підготовки переліт за маршрутом Київ — Остер — Ніжин — Київ. За кілька днів повторив цей переліт, але вже на чолі групи з трьох літаків. То був перший у світі груповий переліт строєм, з чотирма посадками на обраних з повітря, не підготовлених заздалегідь майданчиках. На літаку Нестерова був також кінооператор фірми Антона Шанцера Володимир Добржанський з камерою. Відзнятий ним 30-хвилинний фільм кілька днів із великим успіхом демонструвався в найкращому київському кінотеатрі А. Шанцера на Хрещатику, 38. Усе літо Нестеров тренувався, прагнучи здійснити вертикальний політ замкненим колом — так звану «мертву петлю». Ніхто з авіаторів на це ще не наважувався. Лише француз Адольф Пеґу, льотчик-випробувач фірми «Блеріо», виконав фігуру, схожу на літеру «S».

### Розробки Нестерова
Ставши досвідченим пілотом, Нестеров переймався і конструкторською діяльністю. У 1910 році, являючись артилеристом, Петро Миколайович побудував планер і літав на ньому. Пізніше, на основі вивчення польоту птахів, він розробив проєкт оригінального літака без вертикального оперення. Військове відомство відхилило проєкт, але Нестеров продовжував удосконалювати свою машину. Влітку 1913 року проєкт був схвалений, але без надання коштів. Знаходячись в Києві, на початку 1914 року Нестеров за допомогою старшого механіка загону Г. М. Нелідова переробив літак «Ньюпор-4»: укоротивши фюзеляж на 0,7 м, зняв вертикальне оперення, кермо висоти було залишене, але його розмах значно збільшили і ввели велику площу аеродинамічної компенсації. На цьому літаку виконали декілька випробувальних польотів тривалістю близько години, після яких виявилися істотні вади в запропонованій схемі Нестеровим. Про подальші випробування цього апарату даних немає.
У 1913 році Петро Нестеров розробив дослідницьку конструкцію семи-циліндрового двигуна потужністю 120 к. с. повітряно-охолоджуваний. Пізніше авіатор захопився будівництвом одномісного швидкісного літака, закінчити який перешкодила війна.
Володіючи глибокими знаннями в області математики і механіки, маючи достатній пілотажний досвід, П. М. Нестеров теоретично обґрунтував можливість виконання глибоких віражів і здійснив їх на практиці. У своїй роботі про «взаємодію керма глибини і напряму при значних кутах крену» він вперше довів, що під час виконання віражів з креном більше 45 градусів відбувається зміна в роботі керма: кермо висоти виконує функції керма напряму, а кермо напряму — керма висоти. Після призначення командиром загону Нестеров ввів навчання польотам з глибокими віражами і посадку з вимкненим двигуном на заздалегідь намічений майданчик.

### Петля Нестерова
27 серпня (9 вересня) 1913 року о 18 годині 10 хвилин Нестеров на новенькому літаку «Ньюпор»-IV виробництва московського заводу «Дукс», із двигуном потужністю 70 к. с., піднявся над Сирецьким військовим летовищем (нинішня територія Києва) і на висоті 600 м на очах численних глядачів уперше у світі здійснив знамениту «мертву петлю», що згодом стала називатися «петлею Нестерова».
Того ж вечора в Петербург відправили офіційну телеграму за підписами десяти свідків — військових льотчиків, лікаря та комісара Всеросійського аероклубу в Києві. З Петербурга кореспондент паризької газети Le Matin одразу ж телеграфував про подію до Франції. Наступного дня одночасно з російськими газетами Matin подала першу інформацію про «мертву петлю» і попросила київського авіатора докладно написати про свій політ. Нестеров так само телеграфом подав статтю, що 30 серпня була надрукована в газеті Matin. Прочитавши цю публікацію[джерело?], А. Пеґу через 12 днів повторив політ Нестерова, а потім став виступати з ним перед публікою мало не щодня.
Сенсація викликала розголос в усьому світі. 31 серпня Нестеров одержав підвищення в офіцерському званні — штабс-капітан. Далеко не всі розуміли значення того, що сталося. Більше йшлося про польоти Пеґу, ніж про першість Нестерова. Лише прилюдний виступ французького авіатора на великому зібранні під головуванням М. Жуковського та в присутності П. Нестерова 14 травня наступного 1914 року в Політехнічному музеї в Москві, остаточно утвердив першість київського авіатора Петра Нестерова. Завод «Дукс» одержав розпорядження побудувати за казенний кошт літак власної конструкції Нестерова.
Польоти тривали. 1 березня 1914 на літаку «Ньюпор»-IV Нестеров із механіком Руденком за 3 години 9 хвилин здійснив переліт Київ — Одеса, а через кілька днів — до Севастополя. 11 травня 1914 року на тому ж літаку з механіком унтер-офіцером Геннадієм Нелідовим він виконав одноденний переліт із трьома посадками для заправки пальним за маршрутом Київ—Петербург за 18 годин, з яких у повітрі 8 годин, на відстань 1250 верст. 11 липня Нестеров перелетів із Москви до Петербурга на новому літаку «Моран», на якому йому незабаром довелося почати війну.

### Нагороди
10 лютого 1914 року Київське Товариство повітроплавання відзначило Нестерова за наукову розробку питання про глибокий крен і за здійснену ним «мертву петлю», вручивши йому золоту медаль Товариства. Пізніше Київське міське керівництво від імені міста нагородило відважного пілота-новатора пам'ятним золотим жетоном, з яким Петро Миколайович ніколи не розлучався.

### Світова війна
Мобілізація була оголошена 14 липня, а 19 липня (1 серпня за новим стилем) 1914 р. Царська Росія вступила у війну. З її початком XI авіазагін прибув до Радзівілова, а невдовзі — до Жовкви. Там розмістилися в маєтку барона Фрідріха фон Розенталя, австрійського військового льотчика. Нестеров та авіатори його загону здійснювали повітряну розвідку. Так само робив і барон: щодня його біплан «Альбатрос» з'являвся над розташуванням штабу 3-ї російської армії.

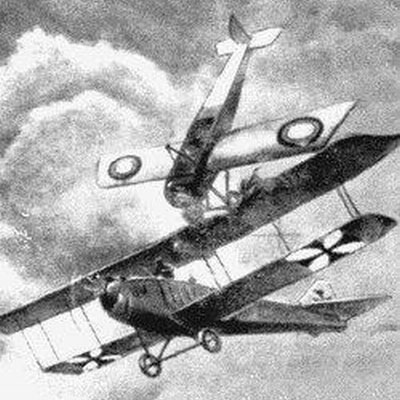
Таран Нестерова, зображення сучасників

За спогадами свідка — колишнього поручика В. Соколова, який служив тоді разом із Нестеровим, але, з певних причин, його розповідь була оприлюднена лише 1969 року. Ввечері 25 серпня 1914 року у вестибюлі жовківського замку короля Яна Собєського, де тоді містився штаб 3-ї російської армії, генерал-квартирмейстер М. Бонч-Бруєвич (майбутній «красный военспец»), став докоряти групі льотчиків за безкарні польоти ворожого розвідника. Коли розмова прибрала характеру сперечань і просто звинувачень у боягузтві, штабс-капітан Нестеров дав слово честі, що припинить польоти австрійця.
Наступного ранку «Альбатрос» з'явився в небі над Жовквою. Нестеров і поручик Олександр Кованько піднялися навперейми й наздогін, але при зльоті обірвався трос із гирею, яким Петро сподівався збити ґвинт в «Альбатроса» і примусити його сісти. Нестеров з Кованьком повернулися на землю. Перший наказав механіку швидше відремонтувати двигун, а сам сів в автомобіль і поїхав до армійської скарбниці одержати гроші для потреб XI загону. Коли повертався назад, у повітрі знову з'явився літак барона. Нестеров під'їхав прямо до справного «Морана», де стояв Кованько, і скочив у літак. Кованько хотів зайняти місце спостерігача. «Що ж ти зробиш, візьми хоча б браунінґ», — мовив Кованько. «Нічого, якось обійдуся», — кинув Нестеров і піднявся в повітря.

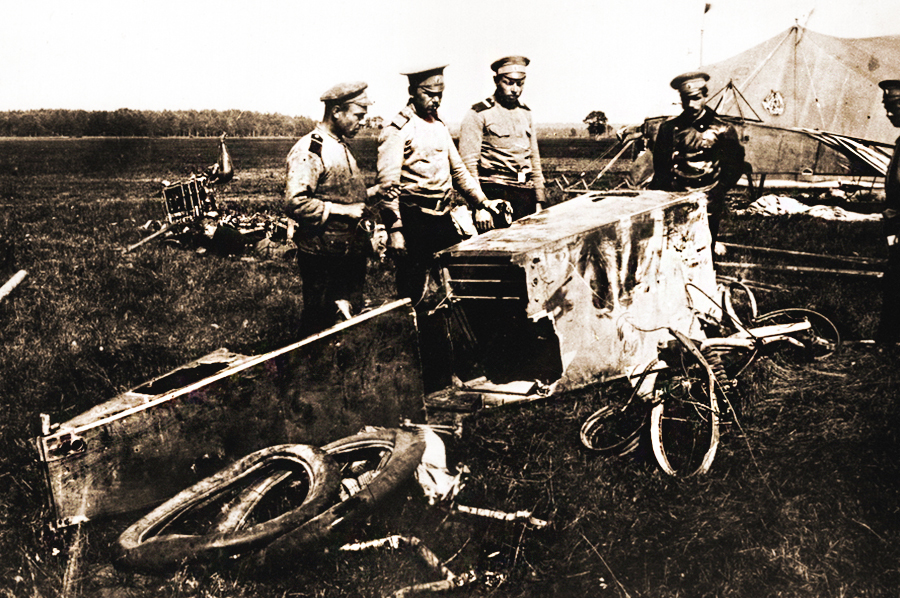
Російські солдати оглядають уламки літака

Барон помітив наближення «Морана» і став тікати. Але Нестеров наздогнав ворога, зайшов ззаду й згори і вдарив австрійський літак. Обидва впали. Пілоти загинули — парашутів тоді ще не використовували.
За повітряним боєм напружено спостерігали російські вояки та селяни. Першими до місця падіння прибігли двоє солдатів, які роззули Нестерова, витягли гроші, що він перед тим одержав, прибрали його як небіжчика, склавши йому руки на грудях. Після цього мародери зникли.
У кишенях австрійського авіатора виявили особисті документи, світлину, на якій він зображений із красунею-дружиною та двома доньками. Була й велика сума грошей. Неподалік лежав унтер-офіцер Франц Малина. Так завершився 26 серпня (8 вересня) 1914 року біля галицького села Воля-Висоцька цей перший повітряний бій із застосуванням тарана.

### Поховання
Труну з тілом Петра Нестерова привезли до Києва. Попрощатися з героєм прийшли десятки тисяч киян. Його відспівали у Микільському військовому соборі на Печерську і, з відданням належної військової шани, 31 серпня 1914 року поховали під дерев'яним хрестом на Аскольдовій могилі, поруч з п'ятьма іншими пілотами.
Загибель Петра Нестерова справила сильне враження на всю країну. Посмертно Нестеров був нагороджений Військовим орденом св. Георгія IV ступеня, йому надали чин капітана. Родині призначили найвищу на той час пенсію — 1890 рублів на рік. Невдовзі друг дитинства Нестерова Володимир Докучаєв одружився з Діною; вони прожили разом двадцять років, виростили обох дітей Нестерова — Маргариту та Петра.

Могила П. Нестерова на Лук'янівському цвинтарі в Києві

Пам'ятник П. Нестерову поблизу ВО «Авіант» у Києві

Радянська влада вирішила перетворити на парк старовинне аристократичне кладовище на Аскольдовій могилі, дозволивши родичам перепоховати тлін померлих. Деякі перепоховання здійснювалися за державний кошт. 1938 року заходилися перепоховувати і П. Нестерова. Могильний хрест на його могилі не зберігся, тож розкопали іншу, в якій лежав офіцер у чоботях із кокардами. Старий київський фотограф, який пам'ятав, що авіатора ховали невзутим (М. Бонч-Бруєвич писав, що Нестеров «не встиг узутися»!), наполіг, аби пошуки продовжили, орієнтуючись на сусідні пам'ятники, зафіксовані на світлині. Так було виявлено труну, в якій лежав штабс-капітан у… шкарпетках. Його поховали на Лук'янівському цивільному цвинтарі (ділянка № 13-1, ряд 2, місце 6).
Із часом повітряний пілотаж, разом з «петлею Нестерова», став звичним явищем. Повітряний таран — відчайдушний вчинок, останню можливість здолати ворога, коли скінчилися набої, — багато разів застосовували радянські льотчики в роки Другої світової. Пам'ять про Петра Нестерова увічнили в Києві меморіальною дошкою на Московській вулиці, 5, у назві вулиці — там, де колись було Сирецьке військове, а потім — цивільне летовище. На могилі героя встановили пам'ятник; на полі біля с. Воля-Висоцька та на терені Київського авіаційного заводу (АНТК ім. О. Антонова) — пам'ятні знаки.

## Сім'я
Старший брат, Микола Нестеров (генерал-майор, помер 1950 року, похований на Новодівочому цвинтарі в Москві). Молодший брат Михайло (військовий льотчик, загинув під час випробування нового аероплана в 1914). Дружина Петра Нестерова — Н. Р. Нестерова, вроджена Ядвіга Луневська, дочка польського селянина. Діти: Петро (1912—1956) і Маргарита (1909—1995).

## Додаткові факти
- Нестеров для руйнування оболонки дирижабля встановив в хвостовій частині аероплана «ніж-пилку», а для ураження повітряного гвинта літака ворога — довгий трос з вантажем на кінці у вигляді «кішки».
- Через сім місяців після загибелі Петра Нестерова, в березні 1915 року, його повітряний таран застосував поручик А. А. Козаков. Після вдалої атаки пілот щасливо повернувся на аеродром.
- У 1962 році Міжнародна авіаційна федерація запровадила перехідний приз для переможця першості світу з вищого пілотажу — кубок імені П. М. Нестерова.
- На честь авіатора названо астероїд 3071 Нестеров.